# Romano Scarpa
Romano Scarpa (Venècia, 27 de setembre de 1927 - Màlaga, 23 d'abril de 2005) va ser un dels dibuixants de Disney més famosos d'Itàlia. Durant la seua infantesa va desenvolupar una gran admiració per les animacions i còmics estatunidencs que eren publicats al "Topolino Giornale". En la dècada de 1940 va obrir un estudi d'animació a Venècia, on va fer els seus primers treballs: alguns anuncis, els curts titulats "I poi venne il diluvi" i "La piccola fiammiferaia" (basat en "La petita venedora de llumins" de Hans Christian Andersen).

## Biografia
L'any 1956 va deixar de treballar en animació per a dedicar-se completament a la creació dels fumetti de Disney. Quan els editors italians es van trobar que no tenien més històries de Floyd Gottfredson per a reimprimir, Scarpa va ser designat com responsable per a continuar les històries de Mickey Mouse creades fins a aqueix moment per Gottfredson. També influenciat per Carl Barks en la dècada de 1950 i fins a l'any 1963 va escriure i va dibuixar algunes de les historietes més reconegudes de tots els temps: històries com "Topolino e la collana Chirikawa" (1960) o "Paperino e la leggenda dello 'Scozzese Volante'" (1957) van ser més tard traduïts a diversos idiomes al voltant del món. Moltes d'aquestes històries tenen inspiracions en pel·lícules. Per exemple, "Topolino nel favoloso regno di Shan Grillà" (1961) està basada en Horitzons perduts de Frank Capra, per no esmentar a Blancaneus, òbviament basats en la pel·lícula de l'any 1937 "Blancaneus i els set nans".
Aproximadament el 1963 Scarpa pràcticament va deixar d'escriure històries durant sis o set anys, mentre dibuixava per a altres llocs. En la dècada de 1970 va reprendre l'activitat, i fins a la fi dels seus dies va continuar-hi, malgrat que s'havia mudat a Espanya i havia canviat d'editorial. Entre els últims treballs realitzats quan encara vivia en Itàlia es troba la sèrie de les denominades "Paperolimpiadi" (una història llarga sobre els Jocs Olímpics de Seül 1988) i algunes tires de diaris molt bones, el mateix tipus d'història que a ell li agradava quan era xiquet. També va fer algunes animacions més, com "Aihnoo degli Icebergs" (1972), "The Fourth King" (1977) i una sèrie televisiva l'any 2001.
Encara que el seu treball ha estat principalment en les historietes de Disney, molts anys arrere també va fer coses que no eren per a aquesta empresa. Va fer històries de Lupo (de Rolf Kauka), de l'Ós Yogui (per a Hanna - Barbera). En la dècada de 1950 també va dibuixar algunes històries de Angelino, un personatge de ficció italià.
Durant la seua carrera, Scarpa va crear molts personatges de Disney que són reconeguts com a part de l'univers de Disney, com Brigitta McBridge. També va il·lustrar alguns guions de Guido Martina.
Des de l'any 1988 algunes de les seues històries han estat publicades en els Estats Units per Gladstone Publishing, açò va ser la primera vegada que succeïa amb un autor italià de Disney. Més tard, quan "Disney Comics" va prendre el lloc de Gladstone, van publicar algunes històries més d'ell. L'any 2003 va succeir el mateix amb Gemstone Comics, que va publicar les seues històries als Estats Units.
Romano ha influenciat a molts artistes joves (per exemple, Giorgio Cavazzano va ser el seu entintador durant la dècada de 1960) i molts han intentat imitar el seu estil. Va morir en 2005 a la seua casa a Màlaga.
Moltes de les seues historietes han estat publicades a Espanya en la revista Don Miki i a França a revistes com Mickey Parade o Picsou Magazine.